# بيتر بلاتزر
بيتر بلاتزر (بالألمانية: Peter Platzer)‏ (29 مايو 1910 – 13 ديسمبر 1959) لاعب كرة قدم نمساوي راحل كان يجيد اللعب في مركز حارس المرمى .
لعب طوال مسيرته الرياضية في أندية بريغيتيناور (1927-1929) فلوريدسدورفر (1929-1934) أدميرا فاكر مودلينغ (1934-1940).
مثل منتخب النمسا في 31 مباراة (1931-1937) كما مثل منتخب ألمانيا في مباراتين (1939). شارك مع منتخب النمسا في بطولة كأس العالم 1934 في إيطاليا حيث احتل المركز الرابع.

## وصلات خارجية
- بيتر بلاتزر على موقع الاتحاد الدولي (مؤرشف)  (الإنجليزية)
- بيتر بلاتزر على موقع قاعدة بيانات كرة القدم.إي يو (الإنجليزية)
- بيتر بلاتزر على موقع ناشيونال فوتبول تيمز (الإنجليزية)
- بيتر بلاتزر على موقع عالم كرة القدم.نت (الإنجليزية)

- هذا سيرة ذاتية